# Política exterior del segundo gobierno de Carlos Andrés Pérez

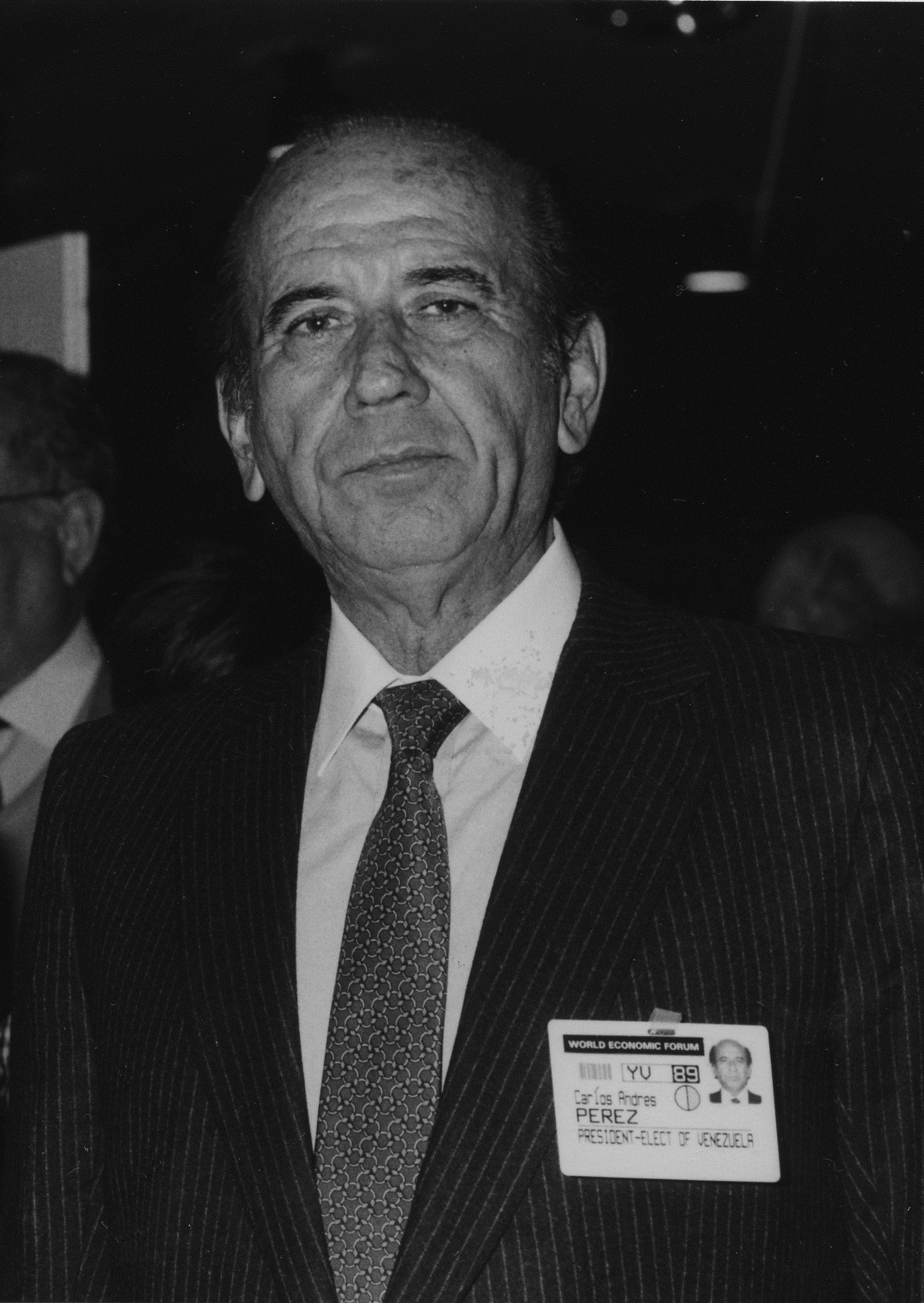
El presidente Carlos Andrés Pérez en 1989

Las relaciones exteriores de Venezuela durante el primer gobierno de Carlos Andrés Pérez (1989-1993) tuvieron su precedente en 1974-1979, durante su primer gobierno. Sus cancilleres fueron Enrique Tejera París, Reinaldo Figueredo, Armando Durán, Humberto Calderón Berti y Fernando Ochoa Antich.
Se establecieron relaciones con Benín, Letonia y Lituania. En 1992 Venezuela suspendió relaciones diplomáticas con Perú, tras el autogolpe ejecutado por Alberto Fujimori al Congreso peruano.

## África

### Benín
El 20 de junio de 1991 se establecieron relaciones diplomáticas formales con Benín.

## América

### Cuba
Carlos Andrés Pérez invitó a Fidel Castro a su toma presidencial, en la que sería su primera visita al país en treinta años. El excomandante del Ejército de Venezuela, Carlos Julio Peñaloza, declaró que Castro habría ayudado con armas y asesoramiento a izquierdistas venezolanos en los preparativos del Caracazo.
Fidel Castro condenó el primer intento de golpe de Estado contra CAP en 1992, dándole su apoyo público al presidente, con quien tenía una buena relación.
El 23 de octubre de 1991, Pérez se reunió en México con Castro junto al presidente colombiano César Gaviria y el presidente mexicano Carlos Salinas para intentar convencer a Castro de introducir reformas políticas en su gobierno.

### Estados Unidos

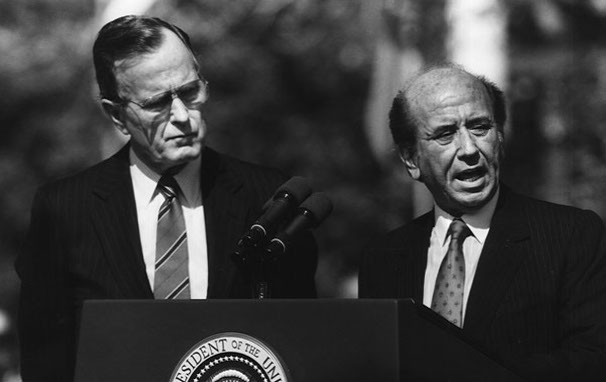
George H. W. Bush y CAP en Washington.

El presidente Pérez visitó siete veces Estados Unidos, entrevistándose con el presidente George H. W. Bush. Bush, por su parte, visitó Caracas en diciembre de 1990 durante la crisis del Golfo por la invasión iraquí a Kuwait, para asegurar la alianza con Venezuela y mantener el suministro de petróleo.

### Perú
Carlos Andrés Pérez suspendió las relaciones diplomáticas con Perú en abril de 1992, tras el autogolpe ejecutado por Alberto Fujimori al Congreso. El gobierno de Alberto Fujimori concedió asilo político a 93 militares golpistas participantes del segundo intento de golpe de Estado de ese año, asegurando que tanto el avión Hércules C-130 que utilizaron los golpistas como las armas que les fueron incautadas se devolverían a Venezuela.

## Europa

### España
Como parte de un acuerdo entre Venezuela, España y Francia, Venezuela recibió miembros de la ETA. El embajador de España en Caracas, Amaro González de Mesa García San Miguel, declaró que preparó la llegada de 20 etarras entre 1989 y 1990 junto con el secretario de Estado de Seguridad, Rafael Vera, y con el director general de la Guardia Civil, Luis Roldán, aclarando que «los acogieron, no por favorecer a ETA, sino por deferencia a España, y aquello le valió muy duras críticas en la prensa a Carlos Andrés Pérez» y que «a los etarras los instalaron en un hotel, pero luego los tirotearon y tuvieron que dispersarse por el interior del país». González también declaró que, a su parecer, el tiroteo pudo estar preparado por la propia Policía venezolana para forzar su salida de la capital. De esta manera, CAP continuó las políticas de Jaime Lusinchi, quien también había recibido etarras durante su gobierno.

## Organismos multilaterales

### Grupo Andino
El gobierno de Pérez celebró en Caracas la V Reunión del Consejo Presidencial del Grupo Andino el 17 y 18 de mayo de 1991, donde se decidió iniciar una zona de libre comercio regional a partir del 1 de enero de 1992.

### G15
En noviembre de 1991 Caracas fue sede de la II Cumbre del Grupo de los Quince (G-15).